# Theridion latisternum
Theridion latisternum är en spindelart som beskrevs av Lodovico di Caporiacco 1934. Theridion latisternum ingår i släktet Theridion och familjen klotspindlar. Inga underarter finns listade i Catalogue of Life.